# Воль (приток Вычегды)
Воль (Выль, Волжемка) — река в Республике Коми, правый приток реки Вычегды.

## Общие сведения
Длина — 174 км, площадь водосборного бассейна — 1810 км². Питание смешанное, с преобладанием снегового.
Воль образуется слиянием рек Керан и Седъёль на юго-востоке Республики Коми, на южной оконечности Тиманского кряжа. Течёт сначала на юг, в нижнем течении поворачивает на восток. Русло извилистое, река собирает многочисленные небольшие притоки. Берега заболочены, на реке несколько небольших деревень.
Воль впадает в Вычегду в 942 км от её устья, около посёлка Ягкедж.

## Бассейн
- 22 км: Веравож (пр)
  - 0,4 км: Малый Веравож (пр)
  - 1 км: Кынъёль (пр)
- 30 км: Анью (лв)
  - 4 км: Малый Волькумлес (лв)
  - 9 км: без названия (пр)
- 76 км: Карпан (лв)
- 84 км: Ырешаёль (пр)
- 99 км: Лёк-Кем (пр)
  - 0,4 км: Лун-Лёккем (пр)
- 106 км: Бур-Кем (лв)
  - 7 км: Койтавож (лв)
- 112 км: Евва (пр)
- 126 км: Ёрач (пр)
  - 36 км: Южный Ёрач (пр)
- 147 км: Вольёль (пр)
- 174 км: Керан (лв)

## Гидрология
Среднегодовой расход воды в районе деревни Югыдтыдор (102 км от устья) составляет 9,85 м³/с. Среднемесячные расходы воды (данные наблюдений с 1973 по 1988 год):
| Средний расход воды (м³/с) реки Воль по месяцам с 1973 по 1988 гг. (замеры производились на гидрологическом посту в районе деревни Югыдтыдор) |

## Данные водного реестра
По данным государственного водного реестра России и геоинформационной системы водохозяйственного районирования территории РФ, подготовленной Федеральным агентством водных ресурсов:
- Бассейновый округ — Двинско-Печорский
- Речной бассейн — Северная Двина
- Речной подбассейн — Вычегда
- Водохозяйственный участок — Вычегда от истока до г. Сыктывкар
- Код водного объекта — 03020200112103000013803[2]